# Festa Major de l'Arboç
La Festa Major de l'Arboç se celebra el quart diumenge d'agost, en honor de Sant Julià (tot i que se celebra el 9 de gener) i els Sants Copatrons: sant Justí, sant Fortunat, santa Càndida i santa Victòria. La primera referència escrita que es conserva és el programa de la Festa Major de 1876. L'estructura bàsica de la festa de la Festa Major de l'Arboç s'ha mantingut invariable al llarg de més de cent anys i segueix el model de les Festes Majors del Penedès-Camp de Tarragona, amb el seguici popular com a eix central de la festa. Està reconeguda com a festa patrimonial d'interès nacional.

## Descripció
El seguici festiu està compost pel Ball de diables, el drac Badalot, el Ball de bastons, els Gegants, els Gegantons, els Nans i els Capgrossos, el ruc Garot, el Ball de Cercolets, el Ball de gitanes, el Ball de pastorets i la colla castellera Minyons de l'Arboç, cada un amb el seu grup instrumental acompanyant.
Dissabte i diumenge se celebren cercaviles amb acompanyament d'autoritats i exhibició dels diferents grups folklòrics. Tanmateix, el dia principal de la festa és el diumenge, en què tenen lloc les matinades, l'exhibició castellera i la cercavila que encapçala la processó de Sant Julià, així com el recitat dels versots i els parlaments del Ball de diables i, sobretot, l'execució de la tradicional encesa conjunta del Ball de diables anomenada la carretillada. El dilluns se celebra la Festa Major petita, la festa major pels més petits del poble. Es fa una cercavila amb el Ball de diables infantil, i el ball de bastons
Mereixen una menció especial com a elements festius patrimonials d'interès nacional el Ball de diables i la carretillada, el Ball de bastons, els gegants i l'exhibició castellera, amb les seves particularitats i músiques.